# Gewerblicher Bildungsverein

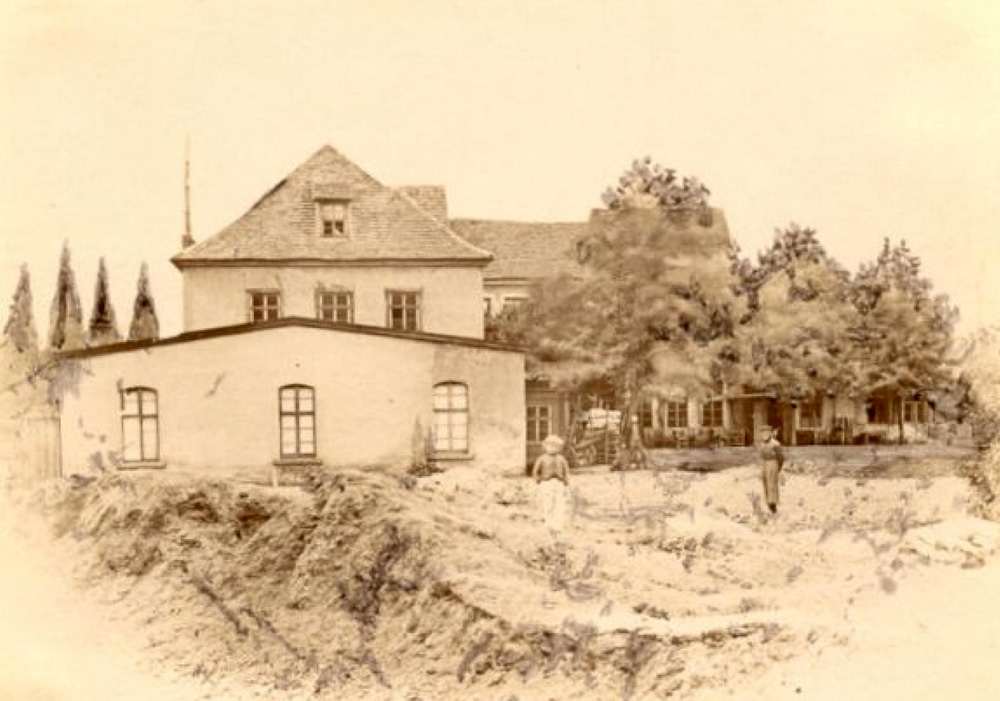
Blaue Mütze und Wiener Saal, Photographie von 1865

Am 19. Februar 1861 wurde auf Anregung der Polytechnischen Gesellschaft und einiger Liberaler der Gewerbliche Bildungsverein zu Leipzig gegründet.

## Geschichte

### Gewerblicher Bildungsverein
Die Gründungsfeier fand im Wiener Saal der Blauen Mütze, einem Lokal in der Nähe des Rosentals, statt. Unter den Teilnehmern befand sich auch der 21-jährige Drechslergeselle August Bebel. Schon bei der Gründung des Vereins gab es unterschiedliche Ansichten. Es war geplant den neuen Verein als Abteilung der Polytechnischen Gesellschaft und unter der Schirmherrschaft derselben zu gründen und die Bildung der Arbeiter zur Priorität zu erklären. Bekämpft wurde dieser Plan vehement vom ehemaligen Frankfurter Parlamentsmitglied Emil Adolf Roßmäßler sowie Julius Vahlteich und F. W. Fritzsche. Diese forderten sogar die volle Unabhängigkeit des Vereins und vertraten die Meinung, dass es nicht die Aufgabe eines Arbeitervereins sein könne, die Lücken der Volksschulbildung auszufüllen, sondern es müsste das Ziel sein, die Arbeiter in die Politik und das öffentliche Leben einzuführen. Die große Mehrheit der Teilnehmer konnte sich nicht für diese Anschauungen erwärmen und die Opposition war besonnen genug sich der Mehrheit zu fügen. Der Verein brachte es bei der Gründung auf beachtliche 400 Mitglieder.
Am 26. Februar 1861 fand die Wahl des Verwaltungsausschusses statt, es wurde ein Lehrplan aufgestellt, der am 5. März in Kraft trat. Als Vorsitzender des Ausschusses wählte man den Architekten Oscar Mothes. Ab 9. März 1861 hielt man Vorträge, Dozenten waren u. a. der Mediziner Carl Ernst Bock, der Naturwissenschaftler Emil Adolf Roßmäßler und der Historiker Heinrich Wuttke. Ein Vortrag von Wuttke am 19. März über die Bauernunruhen im 16. Jahrhundert, schlug hohe Wellen bis in die obersten Etagen des sächsischen Staatsministeriums. Man drohte dem Verein mit Auflösung. Das zeigt, wie genau der Verein durch das Polizeiamt Leipzig überwacht wurde, um aufkeimende politische Tendenzen in eine demokratische Richtung, verfolgen zu können. Am 30. März bezog der Bildungsverein sein neues Domizil, ein gepachtetes Lokal den „Leipziger Salon“. Jeweils drei Mal die Woche fanden Unterrichtsstunden in Rechnen, Schönschreiben, Buchhalten, Zeichnen, Redeübungen und Gesang statt. Für die Turnstunden schaffte man verschiedene Turngeräte an. Auf Antrag von Roßmäßler wurde die Gründung einer naturhistorischen (Vorläufer des Leipziger Naturkundemuseums), auf Anregung von Mothes eine technologische Sammlung in Angriff genommen. Am Ende des Jahres führte man noch Unterrichtsstunden in der Gabelsberger Stenographie ein.
Sein 1. Stiftungsfest feierte der Gewerbliche Bildungsverein am 22. Februar 1862 in der Centralhalle. Die Stiftungsfestrede hielt Christoph Heinrich Hirzel, Vorsitzender der Polytechnischen Gesellschaft. Eine weitere Rede von Vahlteich, ließ die vorhandenen Gegensätze wieder aufbrechen und es standen sich beide Parteien gleichstark gegenüber. Die Neuwahl des Ausschusses fand am 9. März statt, bei der August Bebel als Leiter der Vereinsbibliothek und der Abteilung für Vergnügungen des Gewerblichen Bildungsvereins gewählt wurde, den Vorsitz gewann Mothes vor Roßmäßler. Am 2. April fand nochmals eine Neuwahl des Ausschusses statt. Wieder unterlag Roßmäßler mit einer Stimme, weil Mothes sich selber gewählt hatte.
Die Opposition trug jetzt den Kampf in die Generalversammlung, die am 18. April 1862 stattfand. Die Opposition stellte wieder ihre alte Forderung auf, den Verein zu einem rein politischen zu machen und den Unterricht aus demselben auszuschließen. Der Antrag von J. Vahlteich und F. W. Fritzsche wurde von der regierenden Seite und auch von August Bebel abgelehnt. Daraufhin spaltete sich der Verein, die Opposition gründete am 11. August 1862 im Hôtel de Saxe den „Verein Vorwärts“, der sich nur mit politischen und sozialen Fragen befasste. Infolge dieser Spaltung sackte die Mitgliederzahl des Gewerblichen Bildungsvereins von 463 auf 320 im Jahr 1862 ab.

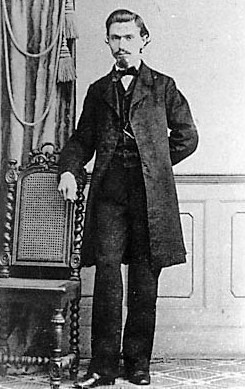
August Bebel im Jahr 1863

Am 2. Stiftungsfest den 21. Februar 1863 hielt die Stiftungsfestrede, wie im Vorjahr in der Centralhalle, Christoph Heinrich Hirzel. Als neuer Vorsitzender wurde der Schuhmachermeister Christian Friedrich Heinrich Rudloff gewählt, er hielt Rückschau auf das vergangene Vereinsjahr. Dann ergriff der damals 23-jährige Bebel das Wort. In seiner Rede blieb er bei seiner Meinung, die Politik aus dem Bildungsverein herauszuhalten, um sich ganz auf die Fortbildung der Arbeiter zu konzentrieren. Bebel schloss mit dem Wunsch, dass man überall, namentlich aber an maßgebender Stelle die Überzeugung gewinnen möge, dass der Arbeiterstand nicht nach Revolutionen, sondern nach Fortbildung strebe. Außer den fachkompetenten Vorträgen, die regelmäßig stattfanden, wurden weitere Unterrichtsfächer wie Gewerbliche Geschäftskunde, Orthographie und Stilistik, sowie Französisch eingeführt.
Um aus der Vormundschaft der Polytechnischen Gesellschaft zu entkommen, kam man zu dem Beschluss, die Trennung von derselben anzustreben. Die „Muttergesellschaft“ war nur allzu gern bereit, sich von der Obrigkeit aufgezwungenen Aufsichtspflicht gegenüber dem Gewerblichen Bildungsverein, zu entledigen. Die Eingabe der Trennung erfolgte am 19. August 1863, am 14. Dezember stimmte das Ministerium des Innern dem Antrag zu.
Das 3. Stiftungsfest des Gewerblichen Bildungsvereins fand am 27. Februar 1864 wieder in der Centralhalle statt. Die Festrede hielt Karl Biedermann. Am 1. April 1864 lief der Pachtvertrag über den „Leipziger Salon“ aus. Nach längerem Suchen fand man eine neue Unterkunft im Hôtel de Bavière. Alle Versuche ein eigenes Haus für den Bildungsverein zu bauen, scheiterten an der Finanzierung. Mit Verlusten, musste ein schon gekauftes Grundstück wieder verkauft werden.

### Arbeiterbildungsverein
Im Jahr 1865 kam es zu Vereinigungsverhandlungen zwischen Gewerblichen Bildungsverein und „Verein Vorwärts“. Vertreter des Vorwärts erklärten sich bereit die Satzungen und die Verwaltung des Gewerblichen Bildungsvereins anzuerkennen, verlangten aber die Erhaltung ihrer Spar- und Kreditkasse sowie des Konsumvereins und sie forderten eine Namensänderung. Die Bezeichnung „Arbeiterverein“ wurde wegen Verwechslung verworfen und stattdessen als neuer gemeinsamer Name Arbeiterbildungsverein angenommen. Die 4. Stiftungsfeier des Gewerblichen Bildungsvereins verband man mit der Feier der Vereinigung mit dem „Verein Vorwärts“. Die offizielle Verschmelzung beider Vereine fand am 20. März 1865 statt.
An unsere deutschen Brudervereine

die erfreuliche Mittheilung, daß sich der seiner Zeit hier bestandene

„Gewerbl. Bildungsverein“ und „Verein Vorwärts“ unter dem Namen

„Arbeiterbildungsverein zu Leipzig“

vereinigt haben.

Wir bitten daher, von jetzt ab alle Zusendungen an den unterzeichne-

ten Vorstand gelangen zu lassen.

Leipzig den 20. März 1865.

Der Vorstand des Arbeiterbildungsvereins

Dr. Reyher, Vorsitzender.

M. Germann, Schriftführer.
Der Vorstand des Gewerblichen Bildungsvereins wurde de facto zum Vorstand des Arbeiterbildungsvereins. Das traf auch auf den 2. Vorsitzenden August Bebel und den Hauptkassierer Max Epstein zu. Bebel wurde im Sommer 1865 zum 1. Vorsitzenden gewählt, diese Funktion übte er bis 1872 aus. Als sich Liebknecht 1865 in Leipzig niederließ, lernte er den 14 Jahre jüngeren August Bebel im Arbeiterbildungsverein kennen. Zwischen Liebknecht und Bebel entwickelte sich in der Folgezeit nicht nur eine enge politische Zusammenarbeit, sondern auch eine lebenslange persönliche Freundschaft.
Wie seine beiden Vorläufer war der Arbeiterbildungsverein (ABV) vorbildlich organisiert. Er bot ein umfangreiches wie niveauvolles Unterrichts- und Vortragsprogramm, verfügte über eine gut sortierte Bibliothek und ein umfangreiches Zeitungsangebot. Hinzu kam die vom Verein gegründeten Institutionen, wie der Sparkasse des Konsumvereins und der Kreditgenossenschaft.
Die Räumlichkeiten im Hôtel de Bavière waren zu beschränkt, nach längerer Suche konnte der Arbeiterbildungsverein ein geeignetes Vereinslokal in der Ritterstr. 43 anmieten. Der aufwendige Umzug fand Anfang Januar 1866 statt. Hier fand der Arbeiterbildungsverein bis 1877 eine feste Heimstatt. Am 9. April 1866 heiratete Bebel seine Julie Otto im Arbeiterbildungsverein, er lernte sie am 2. Stiftungsfest des Gewerblichen Bildungsvereins 1863 kennen.
Bebel wurde im Februar 1867 in den konstituierenden Reichstag gewählt. Im sächsischen Wahlkreis Glauchau-Meerane siegte er gegen den Lassalleaner Friedrich Wilhelm Fritzsche. Auf dem 6. Stiftungsfest 1867 des Arbeiterbildungsvereins hatte Bebel, als frisch gewählter Reichstagsabgeordneter, den Tätigkeitsbericht vorgetragen. Im 8. Stiftungsjahr 1869 des Bildungsvereins, gründete Bebel mit Liebknecht die Sozialdemokratische Arbeiterpartei (SDAP).

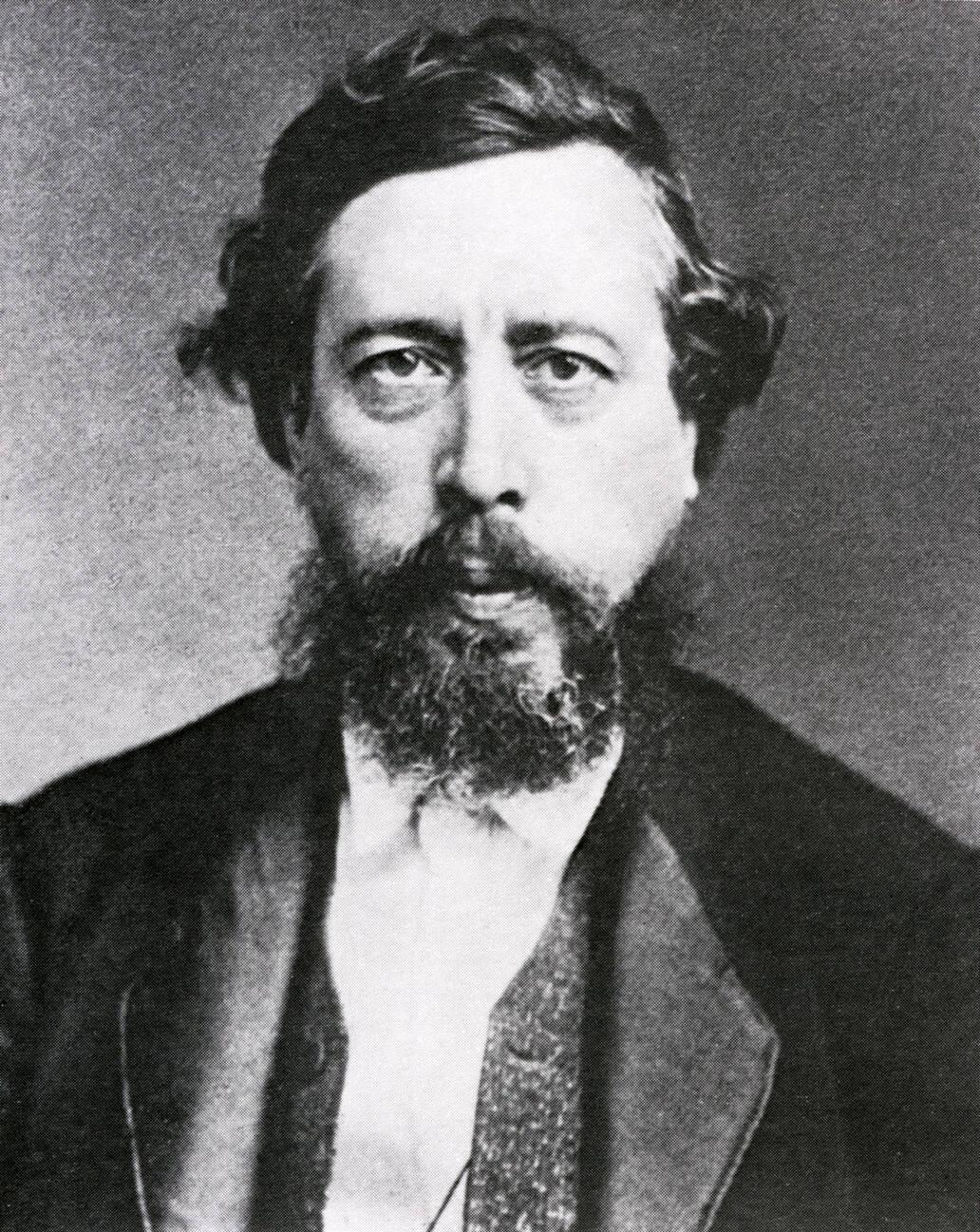
Wilhelm Liebknecht
(Fotografie aus den 1870er Jahren)

Auf den Stiftungsfesten, die unter zahlreicher Beteiligung, oft auch von einzelnen Stadträten und Stadtverordneten besucht wurden, ist bis auf das Jahr 1867, immer eine Festrede gehalten worden, oft von einer bekannten Persönlichkeit, danach folgte der Rechenschaftsbericht. Der Vorsitzende Bebel verdeutlichte in einer Festrede, dass der Verein, trotz der im Laufe der Zeit eingetretenen Weiterentwicklung auf politisch-sozialem Gebiet, niemals seine Bildungszwecke vernachlässigt habe. Der Verein hielt sich fest an seine Aufgaben, seine Mitglieder in jeder Beziehung aufzuklären und geistig selbständig zu machen. Eine traditionelle Festrede, gehalten im Jahr 1872 von Wilhelm Liebknecht, muss besonders erwähnt werden. Er stellte sie unter das Motto „Wissen ist Macht – Macht ist Wissen“. Diese brillante Rede wurde eine der großen Reden des 19. Jahrhunderts.
Im Jahresbericht fehlte nie der obligatorische Überblick über die Vereinstätigkeit, wie der Besuch der Unterrichtsstunden und die Finanzlage des Vereins. Das umfangreiche Unterrichts- und das reichhaltige Vortragsprogramm kamen zur Sprache, sowie die Anzahl der Vereinsmitglieder, die Bibliothek, mit einer Vielzahl an Büchern und die zahlreichen Zeitungen die im Vereinslokal auslagen. Neue Unterrichtsfächer kamen hinzu, im Jahr 1866 Englisch, im Jahr 1875 Redeübung (Rhetorik). Eine Statistik aus dem Jahr 1877 besagt, dass von 4.371 Mitgliedern 133 Berufszweige vertreten waren. Der Verein finanzierte sich durch Mitgliedsbeiträge, Spenden und den Einnahmen von Festlichkeiten. Um die Geselligkeit brauchte man sich im Arbeiterverein keine Sorgen zu machen, Veranstaltungen gab es das ganze Jahr über, vom Weihnachtsfest, der Stiftungsfeier, das Sommerfest und das Herbstfest, es gab zu jeder Jahreszeit Vergnügungen.
Im Arbeiterbildungsverein wurde eine Vielzahl an Vorträgen gehalten, z. B. in Geschichte, Naturlehre, Medizin, gewerbliche Vorträge, Rechte und Gesetzeskunde und physikalische Experimente. Als Vortragende fungierten Lehrer und Personen aus den verschiedensten Berufen. So konnte der Verein die Mitglieder über interessante Themen informieren, wie über Hexenprozesse und über die deutschen Fürstenhöfe im vorigen Jahrhundert, von Kaufmann Cramer, über Materialismus von Redakteur Geiser, über „das deutsche Lied“ von Stud. phil. Wittich, Hans Blum, Vortrag über die Deutsche Reichsverfassung und Wolfgang Eras, die Prinzipien Lassalles und der Begriff „Arbeit“, um nur einige zu nennen. Viele Vorträge wurden unentgeltlich gehalten.
Unter keinem guten Stern stand das 10. Stiftungsfest 1871. August Bebel der zwar wieder zum 1. Vorsitzenden gewählt wurde, konnte wegen seiner Verurteilung im Leipziger Hochverratsprozess zu zwei Jahren Festungshaft auf der Hubertusburg, nicht teilnehmen, erstmals fehlte die Seele des Vereins bei einem Stiftungsfest. An seiner Stelle erstattete der 2. Vorsitzende, der Chemiker und Schriftsteller Wilhelm Baer, den Rechenschaftsbericht. Baer prangerte die Streichung der jährlichen Subvention an; der Stadtrat hatte beschlossen, die dem hiesigen Arbeiterbildungsverein gewährte Unterstützung von 200 Thlrn. für Bildungszwecke zu entziehen.
Im Frühjahr 1877 wurde dem Arbeiterbildungsverein das langjährige Domizil in der Ritterstraße gekündigt. Dem Vorstand viel es schwer ein neues Vereinslokal zu finden, es sollte wie das „Alte“ zentral gelegen und ebenso geräumig sein. Quasi im letzten Moment fand sich eine Möglichkeit in der Querstraße 24. Zwischenzeitlich fanden Veranstaltungen in Ausweichquartieren statt, auf denen auch Liebknecht und Hasenclever Vorträge in einem Restaurant hielten.
Am 26. Oktober 1878, noch nicht einmal eine Woche nach Inkrafttreten des Sozialistengesetzes ordnete die Kreishauptmannschaft Leipzig die Unterdrückung des Leipziger Arbeiterbildungsvereins an. Vorsorglich hatte man aus der Vereinsbibliothek die wichtigsten Werke der sozialistischen Literatur entfernt. Beschwerden gegen das Verbot des Arbeiterbildungsvereins blieben ohne Erfolg.
Der Arbeiterbildungsverein war eines der ersten Opfer der Bismarck’schen Ausnahmegesetzgebung gegen die Arbeiter. In der Leipziger Bourgeoisie wurde die Kunde von der Auflösung mit Freude und Genugtuung begrüßt. Hatte doch der Arbeiterbildungsverein, der mit so viel Hoffnung ins Leben gerufen wurde, das mit Sorgfalt durch städtische Unterstützung und andere Mittel zur Entwicklung gebracht worden war, seinen Vätern viel Ärger bereitet. Der Verein entfernte sich über Jahre vom liberalen Bürgertum hin zur Sozialdemokratie.
Nicht nur Bebel hatte sich in diesem Verein zum Sozialdemokraten entwickelt; auch Liebknecht hatte hier eine gut vorbereitete Stätte für seine Lehre gefunden. Mit großem Fleiß hatte er diese ausgenützt, nicht nur Vorträge hatte er hier abgehalten, sondern auch Unterricht in englischer und deutscher Sprache erteilt. Mit aller Anstrengung arbeitete er hier an der Verwirklichung seines Ideals, junge Männer aus dem Arbeiterstande so weit vorzubilden, dass sie in der Lage wären, mit Kraft für die Gestaltung ihres Lebens und das ihrer Klassengenossen tätig zu sein. Mancher Genosse war in der Arbeiterbewegung tätig, der im Arbeiterbildungsverein zu Leipzig die erste Anregung, den ersten Unterricht erhalten hatte. Der Verein wurde als die Geburtsstätte der deutschen Sozialdemokratie angesehen.
Keine vier Monate nach der Vernichtung des Arbeiterbildungsvereins, fand am 20. Februar 1879 im „Alten Schützenhaus“, dem späteren „Krystallpalast“, die Gründung eines „Fortbildungsvereins für Arbeiter“ statt. Den Vorsitz übernahm Advokat Emil Otto Freytag, als 2. Vorsitzender fungierte der Maler und Lackierer Heinrich Christoph Friedrich Bosse, der alsbald an die Spitze rückte.
Stiftungsfeste des Gewerblichen Bildungsverein und des Arbeiterbildungsverein von 1862 bis 1878.
| Nr. | Jahr | Monat | Lokal        | Festrede                             | Vorsitzender |
| --- | ---- | ----- | ------------ | ------------------------------------ | ------------ |
| 1.  | 1862 | 22.2  | Centralhalle | Dr. Hirzel, Julius Vahlteich         | Mothes       |
| 2.  | 1863 | 21.2  | Centralhalle | Dr. Hirzel, August Bebel             | Rudloff      |
| 3.  | 1864 | 27.2  | Centralhalle | Mitgl. Wilde, Prof. Biedermann       | Dr. Reyher   |
| 4.  | 1865 | 25.2  | Centralhalle | Köhler                               | Dr. Reyher   |
| 5.  | 1866 | 24.2  | Centralhalle | Dr. Burghardt                        | Bebel        |
| 6.  | 1867 | 23.2  | Centralhalle | Dr. Ströbe (entfiel wegen Todesfall) | Bebel        |
| 7.  | 1868 | 22.2  | Centralhalle | Robert Schweichel                    | Bebel        |
| 8.  | 1869 | 27.2  | Centralhalle | Vereinsmitglied Kühner               | Bebel        |
| 9.  | 1870 | 19.2  | Centralhalle | Julius Motteler                      | Bebel        |
| 10. | 1871 | 18.2  | Tivoli       | Dr. Wilhelm Baer (Zehnter Jahrestag) | Bebel        |
| 11. | 1872 | 24.2  | Tivoli       | Wilhelm Liebknecht                   | Bebel        |
| 12. | 1873 | 22.2  | Tonhalle     | Robert Schweichel                    | Heidemann    |
| 13. | 1874 | 21.2  | Tonhalle     | August Geib                          | ―            |
| 14. | 1875 | 27.2  | Tonhalle     | Wilhelm Liebknecht                   | Richter      |
| 15. | 1876 | 19.2  | Tonhalle     | August Bebel                         | ―            |
| 16. | 1877 | 10.2  | Tonhalle     | Johann Most                          | Witt         |
| 17. | 1878 | 23.2  | Tonhalle     | Julius Motteler                      | Witt         |